# (100604) Lundy
(100604) Lundy ist ein Asteroid des mittleren Hauptgürtels, der vom belgischen Astronomen Thierry Pauwels am 11. September 1997 an der Königlichen Sternwarte von Belgien (IAU-Code 012) in Uccle entdeckt wurde.
Nach der SMASS-Klassifikation (Small Main-Belt Asteroid Spectroscopic Survey) wurde bei einer spektroskopischen Untersuchung von Gianluca Masi, Sergio Foglia und Richard P. Binzel bei (100604) Lundy von einer hellen Oberfläche ausgegangen, es könnte sich also, grob gesehen, um einen S-Asteroiden handeln.
Der Asteroid wurde nach Lundy benannt, einer Insel im Bristolkanal in Großbritannien. Die Benennung erfolgte am 28. November 2010.